# Observatoire William-Brydone-Jack
L'observatoire William-Brydone-Jack (anglais : William Brydone Jack Observatory) est un ancien observatoire astronomique située sur le campus de Frederiction de l'université du Nouveau-Brunswick. Construit en 1851, il est le plus vieil observatoire en Amérique du Nord britannique. Il a été désigné lieu historique national du Canada en 1954.

## Histoire
En 1840, William Brydone Jack (en) est devenu professeur de mathématique et de philosophie naturelle au King's College, qui deviendra plus tard l'Université du Nouveau-Brunswick. En 1847, il envoya avec James Robb, le professeur de chimie et d'histoire naturelle du collège, une lettre conseil du collège demandant de l'argent pour l'achat d’appareils scientifiques devant aider les professeurs à illustrer leurs disciplines. 